# 양일초등학교
양일초등학교는 대한민국 경기도 고양시 일산동구에 있는 공립 초등학교이다.

## 학교 연혁
- 2009.02.05 양일초등학교 설립 인가
- 2010.09.01 양일초등학교 및 양일초등학교병설유치원 개교 - 초등학교 4학급(1, 2, 4, 5학년)/유치원 2학급 인가, 1학급 편성
- 2010.09.01 초대 교장 홍향화 취임
- 2010.09.17 3학년 1학급 인가(5학급 편성)
- 2010.10.12 6학년 1학급 인가(6학급 편성)
- 2010.11.01 양일초등학교병설유치원 1학급 증설(2학급 편성)
- 2011.02.23 제1회 졸업식(남 6명, 여 8명, 총 14명 졸업)
- 2014.02.14 제4회 졸업식(남 89명, 여 55명, 계 144명)
- 2014.03.01 초등학교 36학급, 유치원 2학급 편성